# Charles Gozier
 Charles Gozier , né le 8 décembre 1841 à Paris et est mort dans cette même ville dans le 7e arrondissement le 19 novembre 1917, est un architecte français. Il est l’architecte du Grand cellier Carnot de la Maison Pommery à Reims.

## Biographie
Charles Auguste Gozier est né à Paris en 1842.
Il est le fils de Charles Joseph Gozier (1841-1917), et de Marie-Louise Besson ( ?- ?).
Il se marie avec Marie Elisa Sophie Voisin avec qui il aura trois enfants dont Albert Gozier (1878-1932) qui sera également architecte.
Il a habité dans un hôtel particulier au 22 rue Jeanne-d'Arc à Reims qu’il a fait construire.
Il a été l’élève de l’architecte Alphonse Gosset.
Il est décédé le 19 novembre 1917 à Paris et est inhumé au cimetière de Bagneux.

## Réalisations
- Grand cellier Carnot de la Maison Pommery
- Hôtel particulier (1890) au 22 rue Jeanne d’Arc

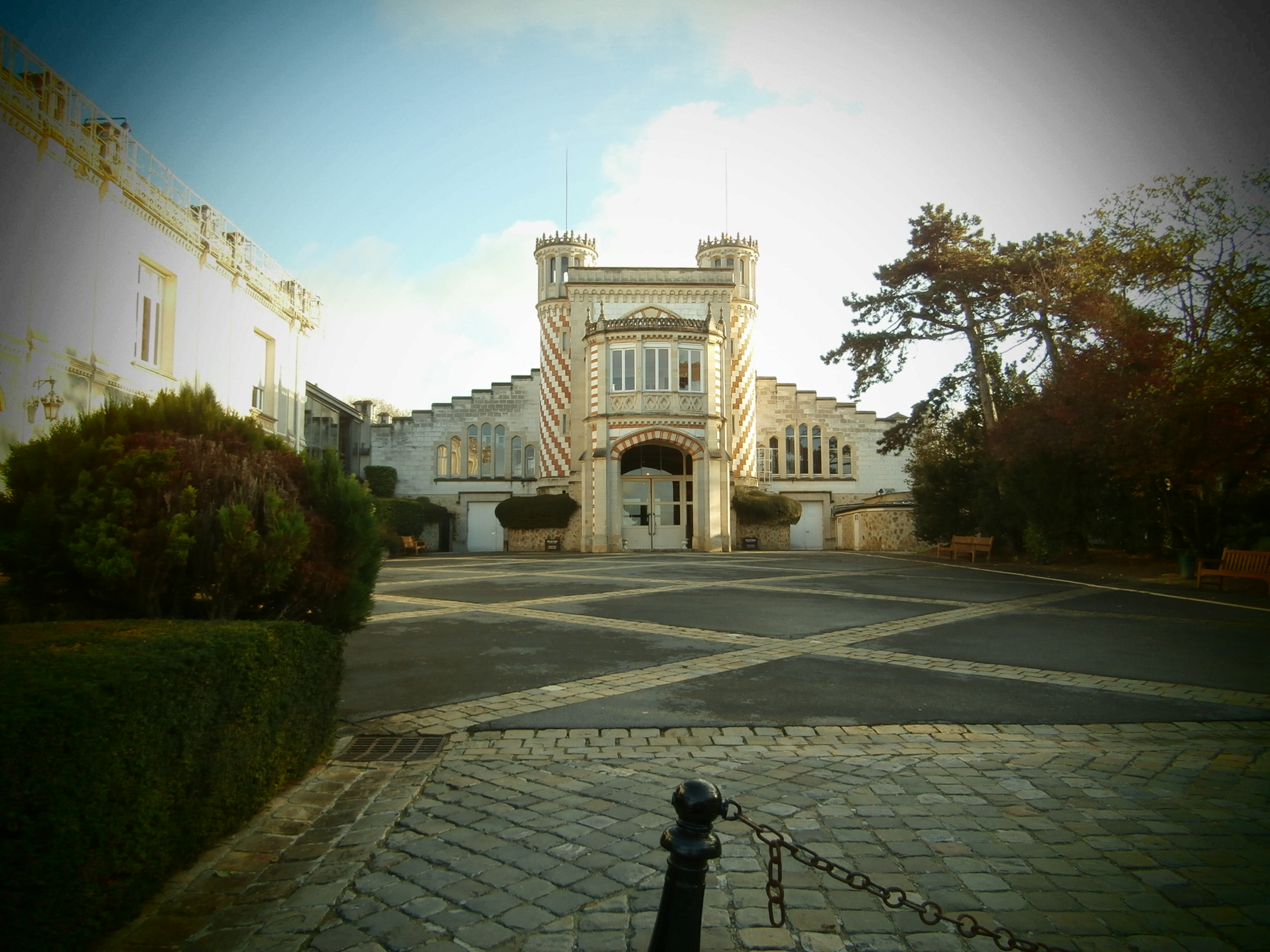
Entrée du cellier Carnot
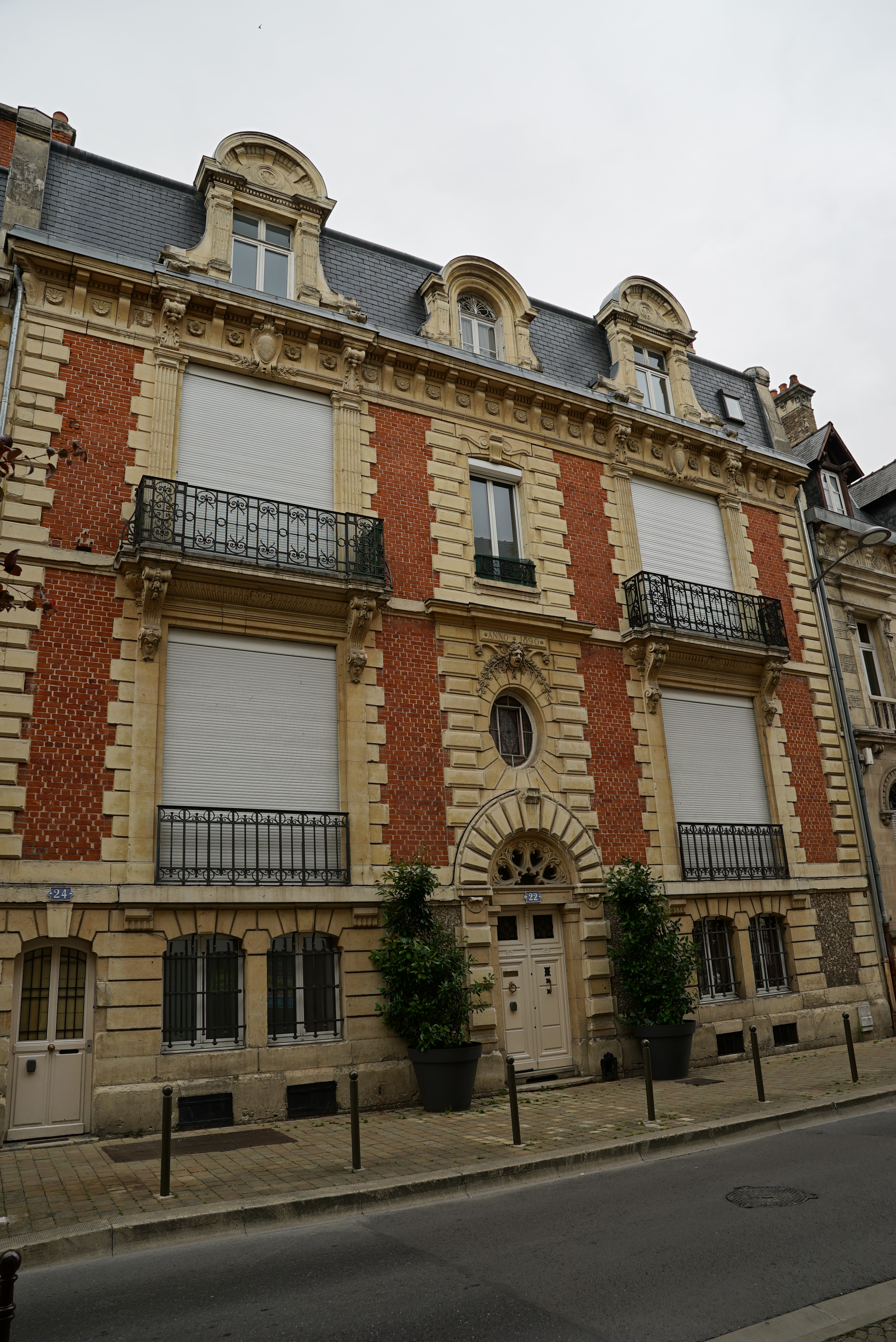
Hôtel particulier 22 rue Jeanne-d'Arc à Reims